# 張陵
張 陵（ちょう りょう、34年2月22日（建武10年1月15日） - 156年10月10日（永寿2年9月9日））は、中国における原始道教の一派である、五斗米道（天師道）の開祖。台湾の道士たちの間で伝わっている『道教源流』という伝承によれば字は輔漢。張良八代の孫張翳（字は大順）の子。妻は雍氏（または孫氏）。弟は張道聖（張望）・張道宏。子は張衡（張脩?）・張権（または張機、張機仲景とは別人、妻は王氏）。娘は張文姫（字は文姫、名は不詳）・張文光（字は文光、名は不詳）・張賢（字は賢姫）・張芝（字は芳芝）。孫は張魯・張衛・張傀（字は公仁）・張徴。孫娘は張玉蘭（張衡の娘）。とするが、正史『後漢書』『三国志』では息子の嗣師・張衡（張脩？）以外の名前は書かれていない。

## 伝承
伝歴には不明な点が多い。また、張道陵（ちょう どうりょう）という別称もあるが、後世の付会であろうとされる。
桓帝の治世下の時代に生まれ、太学に学び広く五経に通じていた。晩年になって蜀へ行き、鶴鳴山（鵠鳴山）に入り、「仙道」を学び、142年に「新出老君」（新たな老子）という名を天から授かったと主張した。「道書」24編を撰したという。後に青城山に赴き、123歳で没したという。
彼の教法の中心は、祈祷を主体とした治病であり、信者に5斗（日本の5升＝9リットル）の米を供出させたことから、五斗米道という呼称が生まれた。
張陵の伝記は、晋の葛洪の手になる『神仙伝』に詳説されているが、多分に潤色を加えられた形跡があり、彼よりも後世の五斗米道の教説も混入している。
その教団は、子の張衡・孫の張魯へと伝わり、広まった。張陵を尊称して「天師」と呼び、子孫は龍虎山へと移住し、道教中の一派である正一教となった。

## 張陵の唱えた教義について
張陵の教義は良くわからないことが多く、学者たちは張魯の伝承から遡って張陵の教義を推定している。
東洋史学者の佐中壮は、「張陵はアショーカ王（阿育王）の事績を海のシルクロード経由で知り、アショーカ王を理想にして領国を統治し、アショーカ王が広めた仏教と老子の教えを混在した道教を創始した」と考えた。後漢はセイロン島と交流があり、アショーカ王の教えが伝わったセイロン島（葉調国）の使節が中国に来航していたことが『後漢書』順帝紀に「（永建六年）十二月，日南徼外葉調國、撣國遣使貢獻。」として記されている他、張陵の孫の張魯の教団の行動がアショーカ王と似ているためである。佐中は張魯が行っていた義舎（信者向けの無料宿泊所）の建設や道路や病院などの公共施設を建設する、殺生を一定の期間禁止するなどはアショーカ王の模倣であり、また、老荘思想では酒を飲むことを禁じていないが、張陵らが酒を飲むのを禁じていたのも仏教の模倣であるとしている。

## 関連文献
- 『魏志』第八巻「張魯伝」
- 『真誥』第四巻
- 『神仙伝』
- 『歴世真仙体道通鑑』
- 『天師世家』
- 『張氏全譜』
- 小柳司気太著『道教概説』